# Homebrew (gestor de paquetes)
Homebrew es un sistema de gestión de paquetes que simplifica la instalación, actualización y eliminación de programas en los sistemas operativos Mac OS de Apple y GNU/Linux. Creado originalmente por Max Howell, el programa ha ganado popularidad en la comunidad de Ruby on Rails. Ha sido destacado por su fácil uso e integración con la línea de comandos.
Hace uso extensivo de GitHub para dar soporte a más paquetes. En 2010 fue el tercer repositorio con más forks en la plataforma y tiene el mayor número de contribuciones. Se ha expandido creando Linuxbrew, una opción para sistemas GNU/Linux y Homebrew Cask, una interfaz gráfica.

## Historia
Fue escrito por Max Howell en 2009, en el año 2013 se completó una campaña de recaudación de fondos mediante Kickstarter, se destinó el dinero para adquirir servidores que sirvieron para probar y construir el programa. Desde diciembre de 2018 el gestor es mantenido por un equipo de 21 desarrolladores. Desde enero de 2019 Linuxbrew forma parte de Homebrew como función beta.

## Implementación
Homebrew está escrito en el lenguaje de programación Ruby, hace uso de la versión del lenguaje instalada en sistemas Mac OS. El gestor usa un repositorio de git para actualizarse tomando la versión más actualizada en GitHub, se ubica en la ruta /usr/local/Homebrew, usa scripts en Ruby para gestionar dependencias, descargar archivos de origen, configurar y compilar el software. Los paquetes binarios llamados bottles proporcionan fórmulas preconstruidas con opciones predeterminadas. El gestor recolecta datos de comportamiento de los usuarios haciendo uso de Google Analytics.